# Olympische Geschichte Algeriens
| Gelbes Symbol für Goldmedaillen mit stilisierten Olympischen Ringen | Graues Symbol für Silbermedaillen mit stilisierten Olympischen Ringen | Braundes Symbol für Bronzemedaillen mit stilisierten Olympischen Ringen |
| ------------------------------------------------------------------- | --------------------------------------------------------------------- | ----------------------------------------------------------------------- |
| 7                                                                   | 4                                                                     | 9                                                                       |

Algerien, dessen NOK, das Comité Olympique Algérien, 1963 gegründet und 1964 vom IOC anerkannt wurde, nimmt seit 1964 an Olympischen Sommerspielen teil. Mit Ausnahme der boykottierten Spiele von 1976 nahmen algerische Athleten an allen folgenden Sommerspielen teil. Drei Mal (1992, 2006 und 2010) wurde eine algerische Delegation zu Winterspielen geschickt.
Algerische Sportler konnten bis 2024 20 Medaillen gewinnen. Neben sieben Goldmedaillen stehen vier Silber- und neun Bronzemedaillen zu Buche. Erfolgreichster Athlet mit insgesamt drei Medaillen ist der Leichtathlet Taoufik Makhloufi, der nach seinem Sieg über 1500 Meter 2012 noch zwei Silbermedaillen 2016 (über 800 und 1500 Meter) gewinnen konnte. Mit zehn Medaillen ist die Leichtathletik die erfolgreichste Sportart Algeriens. Sieben Medaillen wurden im Boxen, zwei im Judo und eine im Turnen gewonnen.

## 1960er Jahre
Mit dem Turner Mohamed Lazhari nahm bei den Olympischen Spielen 1964 von Tokio erstmals ein Algerier teil. Er war der einzige algerische Teilnehmer in Tokio. 1968 in Mexiko-Stadt gingen drei Sportler an den Start. Ebenso wie 1964 wurde keine Medaille gewonnen.

## 1970er Jahre
Vier Leichtathleten und ein Boxer traten 1972 in München an, waren jedoch ebenso erfolglos. Den Spielen von Montreal 1976 blieb Algerien auf Grund des Boykotts afrikanischer Länder fern.

## 1980er Jahre

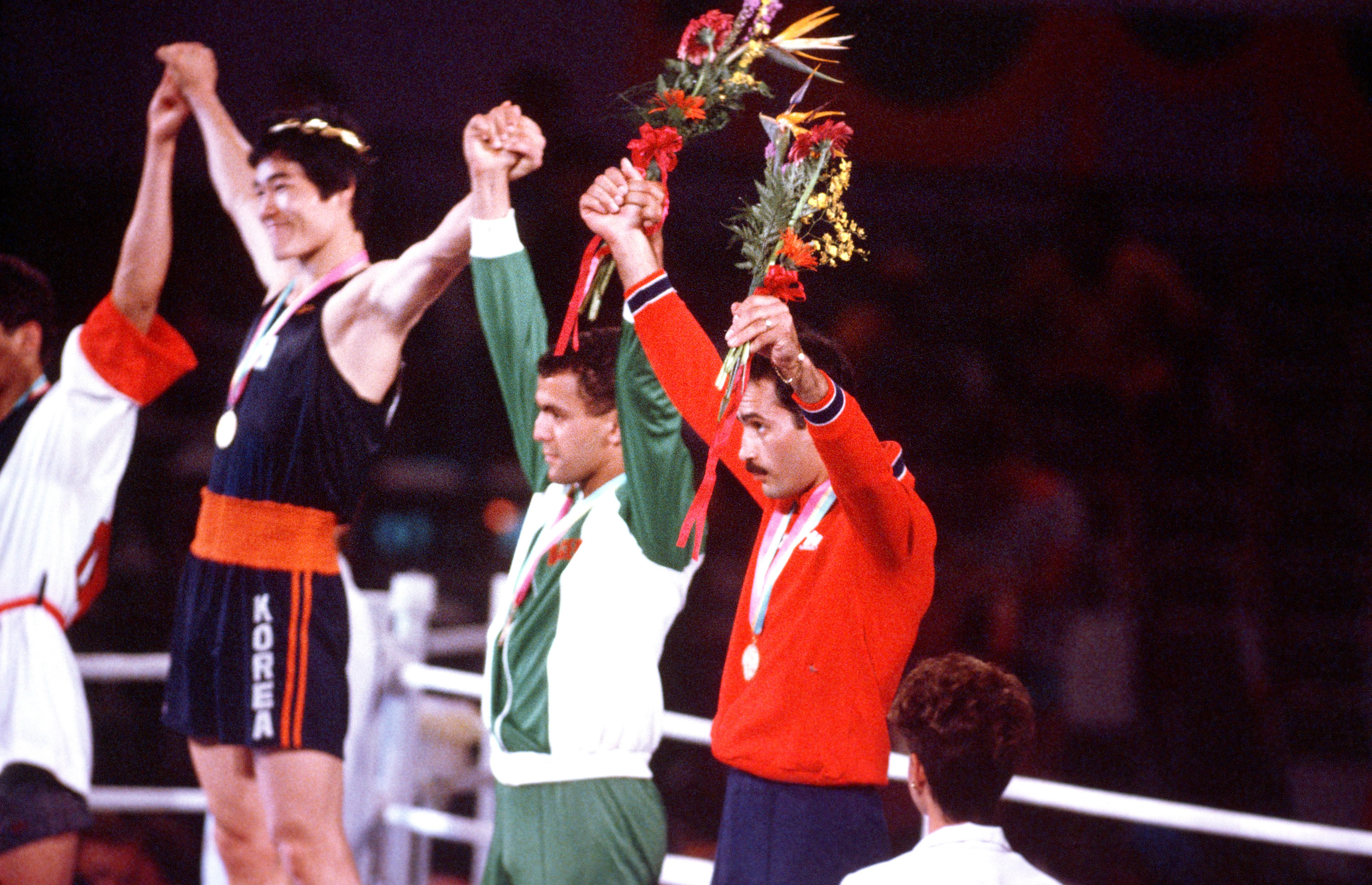
Siegerehrung im Mittelgewicht: Mohamed Zaoui (in grün-weiß) wird erster algerischer Medaillengewinner

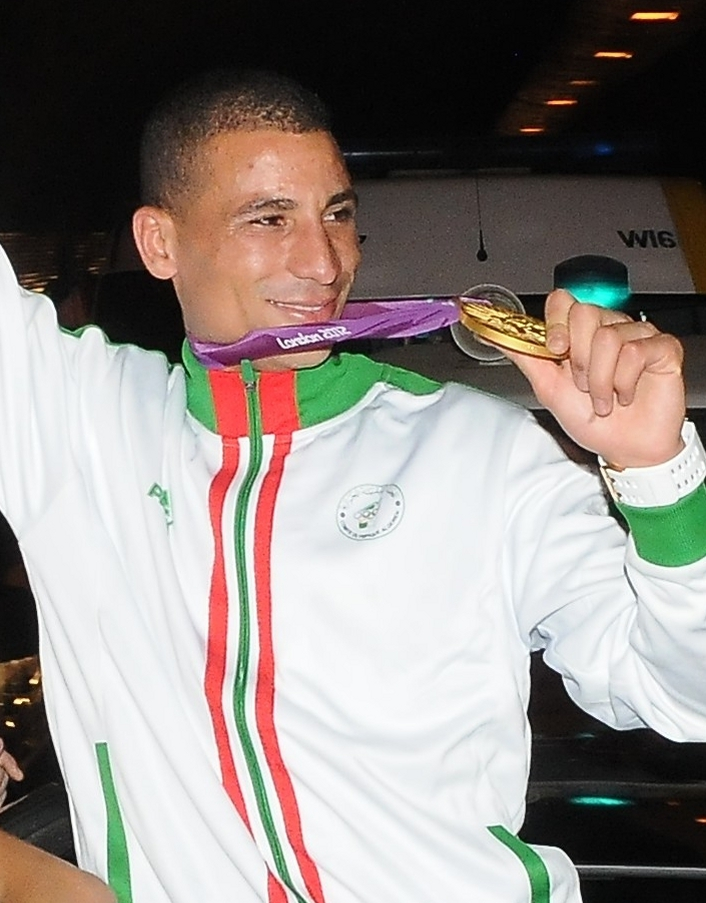
Taoufik Makhloufi (hier beim Empfang nach seinem Sieg 2012) ist der erfolgreichste Olympionike Algeriens

1980 in Moskau wurden vom algerischen NOK 54 Athleten zu den Spielen entsandt. Erstmals nahmen auch algerische Mannschaften teil. Die algerische Fußballmannschaft konnte sich dabei, u. a. nach einer 0:1-Niederlage gegen die DDR, für das Viertelfinale qualifizieren, in dem sie mit 0:3 gegen Jugoslawien ausschied. Die Handballauswahl erreichte im Turnier Platz 10.
1984 in Los Angeles konnten erstmals olympische Medaillen gefeiert werden. Der Boxer Mohamed Zaoui wurde mit seiner Bronzemedaille im Mittelgewicht der erste algerische Medaillengewinner. Der Halbschwergewichtler Mustapha Moussa gewann am gleichen Tag ebenfalls Bronze.
Bei den Spielen von Seoul 1988 nahmen erstmals algerische Frauen an Olympischen Spielen teil. Die erste algerische Olympionikin war am 23. September 1988 die Tennisspielerin Oarda Bouchabou.

## 1990er Jahre
Bei den Winterspielen 1992 in Albertville ging erstmals vier Wintersportler, darunter eine Frau, an den Start. Der erste Wintersportler Algeriens bei Olympischen Spielen waren die alpinen Skirennfahrer Kamel und Mourad Guerri, die beide im Super G antraten. Erste Wintersportlerin war die alpine Skirennläuferin Nacera Boukamoum.
Bei den Spielen 1992 in Barcelona konnte der erste Olympiasieg gefeiert werden. Gleichzeitig bedeutete dieser Olympiasieg auch den ersten Medaillengewinn einer Algerierin. Die Leichtathletin Hassiba Boulmerka konnte den Wettbewerb im 1500-Meter-Lauf am 8. August 1992 gewinnen. Hinzu kam eine Bronzemedaille im Boxen durch den Federgewichtler Hocine Soltani.
1996 in Atlanta konnten sich zwei Männer in die Siegerlisten eintragen lassen. Soltani erkämpfte sich im Leichtgewicht den Olympiasieg und war somit mit zwei Medaillen der erfolgreichste algerische Athlet. Noureddine Morceli gewann am gleichen Tag den 1500-Meter-Lauf. Der Boxer Mohamed Bahari steuerte eine weitere Bronzemedaille im Mittelgewicht bei.

## 2000 bis heute
Die Spiele 2000 in Sydney wurden die erfolgreichsten Olympischen Spiele für Algerien. Fünf Medaillen standen am Ende der Spiele zu Buche. Vier Leichtathleten gewannen eine Goldmedaille (Nouria Mérah-Benida über 1500 Meter), eine Silbermedaille (Ali Saïdi-Sief über 5000 Meter) und zwei Bronzemedaillen (Abderrahmane Hammad im Hochsprung und Djabir Saïd-Guerni über 800 Meter). Der Boxer Mohamed Allalou konnte eine weitere Bronzemedaille im Halbweltergewicht gewinnen.
2012 in London konnte der Leichtathlet Taoufik Makhloufi den 1500-Meter-Lauf für sich entscheiden. Makhloufi gewann zudem in Rio de Janeiro 2016 zwei Silbermedaillen (800 und 1500 Meter) und löste damit Hocine Soltani als erfolgreichsten Olympiateilnehmer ab.

## IOC-Mitglied
Von 1995 bis 2009 war Mustapha Larfaoui, Gründer des algerischen Schwimmverbandes und ehemaliger Präsident der FINA, Mitglied des IOC. Seit 2009 ist er Ehrenmitglied.

## Übersicht der Teilnehmer

### Sommerspiele
| Jahr      | Athleten           | Athleten           | Athleten           | Sportarten         | Sportarten         | Sportarten         | Sportarten         | Sportarten         | Sportarten         | Sportarten         | Sportarten         | Sportarten         | Sportarten         | Sportarten         | Sportarten         | Sportarten         | Sportarten         | Sportarten         | Sportarten         | Sportarten         | Sportarten         | Sportarten         | Sportarten         | Sportarten         | Medaillen          | Medaillen          | Medaillen          | Medaillen          | Rang               |
| Jahr      | Gesamt             |                    |                    |                    |                    |                    |                    |                    |                    |                    |                    |                    |                    |                    |                    |                    |                    |                    |                    |                    |                    |                    |                    |                    |                    |                    |                    | Medaillen – Gesamt | Rang               |
| --------- | ------------------ | ------------------ | ------------------ | ------------------ | ------------------ | ------------------ | ------------------ | ------------------ | ------------------ | ------------------ | ------------------ | ------------------ | ------------------ | ------------------ | ------------------ | ------------------ | ------------------ | ------------------ | ------------------ | ------------------ | ------------------ | ------------------ | ------------------ | ------------------ | ------------------ | ------------------ | ------------------ | ------------------ | ------------------ |
| 1896–1960 | nicht teilgenommen | nicht teilgenommen | nicht teilgenommen | nicht teilgenommen | nicht teilgenommen | nicht teilgenommen | nicht teilgenommen | nicht teilgenommen | nicht teilgenommen | nicht teilgenommen | nicht teilgenommen | nicht teilgenommen | nicht teilgenommen | nicht teilgenommen | nicht teilgenommen | nicht teilgenommen | nicht teilgenommen | nicht teilgenommen | nicht teilgenommen | nicht teilgenommen | nicht teilgenommen | nicht teilgenommen | nicht teilgenommen | nicht teilgenommen | nicht teilgenommen | nicht teilgenommen | nicht teilgenommen | nicht teilgenommen | nicht teilgenommen |
| 1964      | 1                  | 1                  | 0                  |                    |                    |                    |                    |                    |                    |                    |                    |                    |                    |                    |                    |                    |                    |                    |                    |                    |                    |                    | 1                  |                    |                    |                    |                    |                    |                    |
| 1968      | 3                  | 3                  | 0                  |                    | 2                  |                    |                    |                    |                    |                    |                    |                    |                    |                    |                    |                    |                    |                    |                    |                    |                    |                    | 1                  |                    |                    |                    |                    |                    |                    |
| 1972      | 5                  | 5                  | 0                  |                    | 1                  |                    |                    |                    |                    |                    |                    |                    | 4                  |                    |                    |                    |                    |                    |                    |                    |                    |                    |                    |                    |                    |                    |                    |                    |                    |
| 1976      | nicht teilgenommen | nicht teilgenommen | nicht teilgenommen | nicht teilgenommen | nicht teilgenommen | nicht teilgenommen | nicht teilgenommen | nicht teilgenommen | nicht teilgenommen | nicht teilgenommen | nicht teilgenommen | nicht teilgenommen | nicht teilgenommen | nicht teilgenommen | nicht teilgenommen | nicht teilgenommen | nicht teilgenommen | nicht teilgenommen | nicht teilgenommen | nicht teilgenommen | nicht teilgenommen | nicht teilgenommen | nicht teilgenommen | nicht teilgenommen | nicht teilgenommen | nicht teilgenommen | nicht teilgenommen | nicht teilgenommen | nicht teilgenommen |
| 1980      | 54                 | 54                 | 0                  |                    | 2                  | 1                  | 14                 | 3                  | 14                 | 3                  |                    |                    | 9                  |                    | 3                  |                    |                    | 5                  |                    |                    |                    |                    |                    |                    |                    |                    |                    |                    |                    |
| 1984      | 32                 | 32                 | 0                  |                    | 7                  |                    |                    | 2                  | 15                 |                    |                    |                    | 9                  |                    |                    |                    |                    |                    |                    |                    |                    |                    |                    |                    |                    |                    | 2                  | 2                  | 42                 |
| 1988      | 42                 | 40                 | 2                  |                    | 6                  |                    |                    | 2                  | 14                 | 5                  |                    |                    | 12                 | 2                  |                    |                    |                    |                    |                    |                    | 1                  |                    |                    |                    |                    |                    |                    |                    |                    |
| 1992      | 35                 | 33                 | 2                  |                    | 8                  |                    |                    | 2                  |                    | 3                  |                    |                    | 9                  |                    | 2                  |                    |                    | 2                  |                    |                    |                    |                    |                    | 10                 | 1                  |                    | 1                  | 2                  | 34                 |
| 1996      | 45                 | 39                 | 6                  |                    | 6                  | 2                  |                    | 3                  | 16                 | 6                  |                    |                    | 8                  |                    | 2                  | 1                  |                    | 1                  |                    |                    |                    |                    |                    |                    | 2                  |                    | 1                  | 3                  | 34                 |
| 2000      | 47                 | 37                 | 10                 |                    | 7                  | 2                  |                    | 1                  |                    | 7                  |                    |                    | 21                 |                    | 2                  | 2                  |                    | 2                  |                    |                    |                    | 2                  | 1                  |                    | 1                  | 1                  | 3                  | 5                  | 41                 |
| 2004      | 61                 | 46                 | 15                 | 5                  | 7                  | 7                  |                    | 2                  |                    | 11                 |                    |                    | 20                 |                    | 1                  | 1                  |                    | 6                  |                    |                    | 1                  |                    |                    |                    |                    |                    |                    |                    |                    |
| 2008      | 56                 | 34                 | 22                 | 1                  | 7                  | 2                  |                    | 1                  |                    | 10                 |                    |                    | 12                 | 1                  | 3                  | 3                  |                    | 5                  |                    |                    |                    | 1                  |                    | 10                 |                    | 1                  | 1                  | 2                  | 64                 |
| 2012      | 38                 | 21                 | 17                 |                    | 8                  | 2                  |                    | 1                  |                    | 2                  |                    |                    | 6                  | 1                  | 3                  | 1                  | 1                  | 1                  | 1                  | 1                  |                    |                    |                    | 11                 | 1                  |                    |                    | 1                  | 50                 |
| 2016      | 47                 | 37                 | 10                 |                    | 8                  | 2                  | 18                 | 2                  |                    | 5                  |                    |                    | 16                 | 2                  | 3                  | 2                  | 2                  | 1                  | 3                  |                    |                    |                    | 2                  |                    |                    | 2                  |                    | 2                  | 62                 |
| 2020      | 41                 | 28                 | 13                 |                    | 8                  | 4                  |                    | 1                  |                    | 2                  | 1                  | 1                  | 5                  | 2                  | 8                  | 2                  | 1                  | 3                  | 2                  |                    |                    | 1                  |                    |                    |                    |                    |                    |                    |                    |
| 2024      | 46                 | 27                 | 19                 | 2                  | 5                  | 5                  |                    | 1                  |                    | 3                  | 1                  |                    | 8                  | 2                  | 8                  | 2                  | 3                  | 2                  | 1                  |                    |                    | 2                  | 1                  |                    | 2                  |                    | 1                  | 3                  | 39                 |
| Gesamt    | Gesamt             | Gesamt             | Gesamt             | Gesamt             | Gesamt             | Gesamt             | Gesamt             | Gesamt             | Gesamt             | Gesamt             | Gesamt             | Gesamt             | Gesamt             | Gesamt             | Gesamt             | Gesamt             | Gesamt             | Gesamt             | Gesamt             | Gesamt             | Gesamt             | Gesamt             | Gesamt             | Gesamt             | 7                  | 4                  | 9                  | 20                 | 70                 |

### Winterspiele

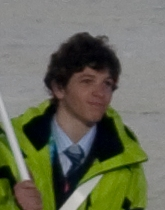
Mehdi-Selim Khelifi beim Einmarsch der Athleten 2010

| Jahr      | Athleten           | Athleten           | Athleten           | Fahnenträger        | Sportarten         | Sportarten         | Medaillen          | Medaillen          | Medaillen          | Rang               |
| Jahr      | Gesamt             |                    |                    | Fahnenträger        |                    |                    |                    |                    |                    | Rang               |
| --------- | ------------------ | ------------------ | ------------------ | ------------------- | ------------------ | ------------------ | ------------------ | ------------------ | ------------------ | ------------------ |
| 1924–1988 | nicht teilgenommen | nicht teilgenommen | nicht teilgenommen | nicht teilgenommen  | nicht teilgenommen | nicht teilgenommen | nicht teilgenommen | nicht teilgenommen | nicht teilgenommen | nicht teilgenommen |
| 1992      | 4                  | 3                  | 1                  | Nacera Boukamoum    | 4                  |                    |                    |                    |                    |                    |
| 1994–2002 | nicht teilgenommen | nicht teilgenommen | nicht teilgenommen | nicht teilgenommen  | nicht teilgenommen | nicht teilgenommen | nicht teilgenommen | nicht teilgenommen | nicht teilgenommen | nicht teilgenommen |
| 2006      | 2                  | 1                  | 1                  | Christelle Douibi   | 1                  | 1                  |                    |                    |                    |                    |
| 2010      | 1                  | 1                  | 0                  | Mehdi-Selim Khelifi |                    | 1                  |                    |                    |                    |                    |
| 2014–2022 | nicht teilgenommen | nicht teilgenommen | nicht teilgenommen | nicht teilgenommen  | nicht teilgenommen | nicht teilgenommen | nicht teilgenommen | nicht teilgenommen | nicht teilgenommen | nicht teilgenommen |
| Gesamt    | Gesamt             | Gesamt             | Gesamt             | Gesamt              | Gesamt             | Gesamt             | 0                  | 0                  | 0                  | –                  |

## Liste der Medaillengewinner

### Goldmedaillen
| Name                | Spiele         | Sportart       | Disziplin     |
| ------------------- | -------------- | -------------- | ------------- |
| Hassiba Boulmerka   | 1992 Barcelona | Leichtathletik | 1500 Meter    |
| Noureddine Morceli  | 1996 Atlanta   | Leichtathletik | 1500 Meter    |
| Hocine Soltani      | 1996 Atlanta   | Boxen          | Leichtgewicht |
| Nouria Mérah-Benida | 2000 Sydney    | Leichtathletik | 1500 Meter    |
| Taoufik Makhloufi   | 2012 London    | Leichtathletik | 1500 Meter    |
| Imane Khelif        | 2024 Paris     | Boxen          | Weltergewicht |
| Kaylia Nemour       | 2024 Paris     | Turnen         | Stufenbarren  |

### Silbermedaillen
| Name              | Spiele              | Sportart       | Disziplin     |
| ----------------- | ------------------- | -------------- | ------------- |
| Ali Saïdi-Sief    | 2000 Sydney         | Leichtathletik | 5000 Meter    |
| Amar Benikhlef    | 2008 Peking         | Judo           | Mittelgewicht |
| Taoufik Makhloufi | 2016 Rio de Janeiro | Leichtathletik | 800 Meter     |
| Taoufik Makhloufi | 2016 Rio de Janeiro | Leichtathletik | 1500 Meter    |

### Bronzemedaillen
| Name                | Spiele           | Sportart       | Disziplin         |
| ------------------- | ---------------- | -------------- | ----------------- |
| Mustapha Moussa     | 1984 Los Angeles | Boxen          | Halbschwergewicht |
| Mohamed Zaoui       | 1984 Los Angeles | Boxen          | Mittelgewicht     |
| Hocine Soltani      | 1992 Barcelona   | Boxen          | Federgewicht      |
| Mohamed Bahari      | 1996 Atlanta     | Boxen          | Mittelgewicht     |
| Mohamed Allalou     | 2000 Sydney      | Boxen          | Halbweltergewicht |
| Abderrahmane Hammad | 2000 Sydney      | Leichtathletik | Hochsprung        |
| Djabir Saïd-Guerni  | 2000 Sydney      | Leichtathletik | 800 Meter         |
| Soraya Haddad       | 2008 Peking      | Judo           | Halbleichtgewicht |
| Djamel Sedjati      | 2024 Paris       | Leichtathletik | 800 m             |

## Medaillen nach Sportart
| Sportart       | Gold | Silber | Bronze | Gesamt |
| Leichtathletik | 4    | 3      | 3      | 10     |
| Boxen          | 2    | 0      | 5      | 7      |
| Judo           | 0    | 1      | 1      | 2      |
| Turnen         | 1    | 0      | 0      | 1      |
| Gesamt         | 7    | 4      | 9      | 20     |